# Olga Borys
Olga Borys (Gubin, 1 januari 1973) is een Pools actrice en stemactrice.

## Biografie
Borys voltooide haar opleiding als actrice bij de V Liceum Ogólnokształcące in Wrocław en aan de Staatshogeschool voor Film, Televisie en Theater Łódź . Na haar voltooiing van de toneelschool, speelde zij diverse theaterrollen in een vijftal theaters in Warschau en Lublin. Ook speelde zij in de periode 1999-2005 de op George & Mildred gebaseerde komische tv-serie Lokatorzy als de niet al te slimme maar zeer charmante Zuzia Śnieżanka. Tevens treedt Borys regelmatig op als gast in tv programma's zoals de Poolse versie van Fort Boyard en Dancing on Ice (Pools: Gwiazdy tańczą na lodzie) waarvan zij de eerste Poolse editie won in 2007. Ook doet zij de Poolse nasynchronisatie voor personages in (teken)films als Pokémon en The Littlest Pet Shop.
Borys is sinds 1997 getrouwd, en heeft een dochter.

## Filmografie (selectie)
- 1999: Klan
- 1999–2005: Lokatorzy
- 2000: Twarze i maski
- 2005: Na Wspólnej
- 2005: Magda M.
- 2006: Niania
- 2006: My baby
- 2006–2007: Na dobre i na złe
- 2009: Pierwsza Miłość
- 2009: Klan
- 2010: Samo życie
- 2010: Nie - zła mama
- 2012: Galeria
- 2012: Ja to mam szczęście
- 2012: Ojciec Mateusz
- 2014-2015: M jak miłość

## Erotische fotoreportage
Borys poseerde in 2004 voor de Poolse editie van Playboy.